# چا جون هوان
چا جون هوان (کره‌ای: 차준환؛ زادهٔ ۲۱ اکتبر ۲۰۰۱) اسکیت‌باز نمایشی اهل کره جنوبی است. او نمایندهٔ کره جنوبی در المپیک زمستانی ۲۰۱۸ و المپیک زمستانی ۲۰۲۲ بود.